# Matteo Politano
Matteo Politano, né le 3 août 1993 à Rome, est un footballeur international italien. Il évolue actuellement au poste d'ailier droit au SSC Naples.

## Biographie

### En club
Formé à la Roma, il remporte avec les équipes de jeunes le championnat Allievi (U17) en 2010, puis le championnat national Primavera en 2011 et la coupe d'Italie Primavera en 2012.
En juillet 2012, il est prêté à Perugia. Il joue son premier match professionnel en coupe d'Italie le 5 août 2012 contre Barletta, match durant lequel il marque et donne la victoire à son équipe (1-0). Aligné régulièrement par le club de Serie C, il marque 8 buts en 33 matchs avec Perugia lors de la saison 2012-2013.
Le 30 juin 2013, il rejoint Pescara dans le cadre d'un échange de joueurs (il est vendu avec Giammario Piscitella en échange de Gianluca Caprari qui revient à la Roma).
Il passe deux saisons dans les Abruzzes avant d'être racheté par la Roma. Dans la foulée, il est prêté à l'US Sassuolo pour une saison avec option d'achat. Aligné comme titulaire régulier par Eusebio Di Francesco, le club d'Émilie-Romagne achète définitivement le joueur en juin 2016.
En juin 2018, il est prêté pour 7M d'euros avec une option d'achat à 20M d'euros à l'Inter Milan.
Le 28 janvier 2020, il rejoint le SSC Napoli en prêt payant de 2,5 M € avec une obligation d’achat de 19 M €.

### En sélection
Matteo Politano commence sa carrière internationale avec les moins de 19 ans en décembre 2011. Il participe aux éliminatoires de l'Euro U19 2012, où il joue deux matchs.
Le 5 novembre 2016, il est appelé en équipe A pour affronter le Liechtenstein dans le cadre des éliminatoires de la Coupe du monde 2018. Il honore sa première sélection le 31 mai 2017 lors d'un match amical contre Saint-Marin, durant laquelle il marque son premier but (victoire 8 buts à 0).

## Statistiques

### Générales
| Saison                | Club                  | Championnat           | Championnat | Championnat | Championnat | Coupe(s) nationale(s) | Coupe(s) nationale(s) | Coupe(s) nationale(s) | Supercoupe | Supercoupe | Supercoupe | Compétition(s) continentale(s) | Compétition(s) continentale(s) | Compétition(s) continentale(s) | Compétition(s) continentale(s) | Barrages | Barrages | Barrages | Italie | Italie | Italie | Total | Total | Total |
| Saison                | Club                  | Division              | M.          | B.          | P.d.        | M.                    | B.                    | P.d.                  | M.         | B.         | P.d.       | Comp.                          | M.                             | B.                             | P.d.                           | M.       | B.       | P.d.     | M.     | B.     | P.d.   | M.    | B.    | P.d.  |
| 2012-2013             | AC Perugia (prêt)     | Serie C               | 28          | 8           | 0           | 3                     | 0                     | 0                     | -          | -          | -          | -                              | -                              | -                              | -                              | 2        | 0        | 0        | -      | -      | -      | 33    | 8     | 0     |
| 2013-2014             | Delfino Pescara       | Serie B               | 31          | 6           | 3           | 1                     | 0                     | 0                     | -          | -          | -          | -                              | -                              | -                              | -                              | -        | -        | -        | -      | -      | -      | 32    | 6     | 3     |
| 2014-2015             | Delfino Pescara       | Serie B               | 41          | 5           | 5           | 3                     | 0                     | 1                     | -          | -          | -          | -                              | -                              | -                              | -                              | 5        | 1        | 1        | -      | -      | -      | 49    | 6     | 7     |
| Sous-total            | Sous-total            | Sous-total            | 72          | 11          | 8           | 4                     | 0                     | 1                     | -          | -          | -          | -                              | -                              | -                              | -                              | 5        | 1        | 1        | -      | -      | -      | 81    | 12    | 10    |
| 2015-2016             | US Sassuolo           | Serie A               | 28          | 5           | 2           | 1                     | 0                     | 0                     | -          | -          | -          | -                              | -                              | -                              | -                              | -        | -        | -        | -      | -      | -      | 29    | 5     | 2     |
| 2016-2017             | US Sassuolo           | Serie A               | 32          | 5           | 6           | 1                     | 0                     | 0                     | -          | -          | -          | C3                             | 9                              | 3                              | 2                              | -        | -        | -        | -      | -      | -      | 42    | 8     | 8     |
| 2017-2018             | US Sassuolo           | Serie A               | 36          | 10          | 4           | 3                     | 1                     | 0                     | -          | -          | -          | -                              | -                              | -                              | -                              | -        | -        | -        | 1      | 0      | 0      | 40    | 11    | 4     |
| Sous-total            | Sous-total            | Sous-total            | 96          | 20          | 12          | 5                     | 1                     | 0                     | -          | -          | -          | -                              | 9                              | 3                              | 2                              | -        | -        | -        | 1      | 0      | 0      | 111   | 24    | 14    |
| 2018-2019             | Inter Milan (prêt)    | Serie A               | 36          | 5           | 5           | 2                     | 0                     | 0                     | -          | -          | -          | C1+C3                          | 6+4                            | 0+1                            | 1+0                            | -        | -        | -        | 2      | 1      | 0      | 50    | 7     | 6     |
| 2019-2020             | Inter Milan           | Serie A               | 11          | 0           | 0           | -                     | -                     | -                     | -          | -          | -          | C1                             | 4                              | 0                              | 0                              | -        | -        | -        | -      | -      | -      | 15    | 0     | 0     |
| Sous-total            | Sous-total            | Sous-total            | 47          | 5           | 5           | 2                     | 0                     | 0                     | -          | -          | -          | -                              | 14                             | 1                              | 1                              | -        | -        | -        | 2      | 1      | 0      | 65    | 7     | 6     |
| 2019-2020             | SSC Naples (prêt)     | Serie A               | 15          | 0           | 2           | 3                     | 0                     | 0                     | -          | -          | -          | C1                             | 3                              | 0                              | 0                              | -        | -        | -        | -      | -      | -      | 21    | 0     | 2     |
| 2020-2021             | SSC Naples            | Serie A               | 37          | 9           | 4           | 4                     | 1                     | 0                     | -          | -          | -          | C3                             | 8                              | 2                              | 1                              | -        | -        | -        | 1      | 2      | 0      | 50    | 14    | 5     |
| 2021-2022             | SSC Naples            | Serie A               | 33          | 3           | 4           | 1                     | 0                     | 0                     | -          | -          | -          | C3                             | 5                              | 2                              | 2                              | -        | -        | -        | 3      | 0      | 1      | 42    | 5     | 7     |
| 2022-2023             | SSC Naples            | Serie A               | 27          | 3           | 1           | 1                     | 0                     | 0                     | -          | -          | -          | C1                             | 9                              | 1                              | 1                              | -        | -        | -        | 3      | 0      | 0      | 40    | 4     | 2     |
| 2023-2024             | SSC Naples            | Serie A               | 37          | 8           | 7           | 1                     | 0                     | 0                     | 2          | 0          | 0          | C1                             | 8                              | 1                              | 1                              | -        | -        | -        | 2      | 0      | 0      | 50    | 9     | 8     |
| 2024-2025             | SSC Naples            | Serie A               | 37          | 3           | 4           | 2                     | 0                     | 0                     | -          | -          | -          | -                              | -                              | -                              | -                              | -        | -        | -        | 2      | 0      | 0      | 41    | 3     | 4     |
| Sous-total            | Sous-total            | Sous-total            | 186         | 28          | 21          | 12                    | 2                     | 0                     | 2          | 0          | 0          | -                              | 33                             | 6                              | 5                              | -        | -        | -        | 11     | 2      | 1      | 244   | 38    | 27    |
| Total sur la carrière | Total sur la carrière | Total sur la carrière | 429         | 71          | 47          | 26                    | 2                     | 1                     | 2          | 0          | 0          | -                              | 54                             | 10                             | 8                              | 7        | 1        | 1        | 14     | 3      | 1      | 532   | 87    | 58    |

### Buts internationaux
| 0   | Date             | Lieu                           | Compétition  | Résultat | Adversaire  | Détail | Détail         | Détail | Sél. |
| --- | ---------------- | ------------------------------ | ------------ | -------- | ----------- | ------ | -------------- | ------ | ---- |
| 1er | 20 novembre 2018 | Luminus Arena, Genk, Belgique  | Match amical | V 1-0    | États-Unis  | 90+4e  | du pied droit  | 1-0    | 2e   |
| 2e  | 28 mai 2021      | Unipol Domus, Cagliari, Italie | Match amical | V 7-0    | Saint-Marin | 49e    | du pied gauche | 3-0    | 4e   |
| 3e  | 28 mai 2021      | Unipol Domus, Cagliari, Italie | Match amical | V 7-0    | Saint-Marin | 77e    | du pied droit  | 6-0    | 6e   |

## Palmarès

### En club
| AS Rome - Championnat d'Italie Primavera - Champion en 2011 (it) - Coupe d'Italie Primavera - Vainqueur en 2012 (it) |  | SSC Naples - Coupe d'Italie - Vainqueur en 2020 - Championnat d'Italie - Champion en 2023 et 2025 - Supercoupe d'Italie - Finaliste en 2023 |

### En sélection
| Italie - Coupe des champions CONMEBOL–UEFA - Finaliste en 2022 |